# Concordia (Karakorum)

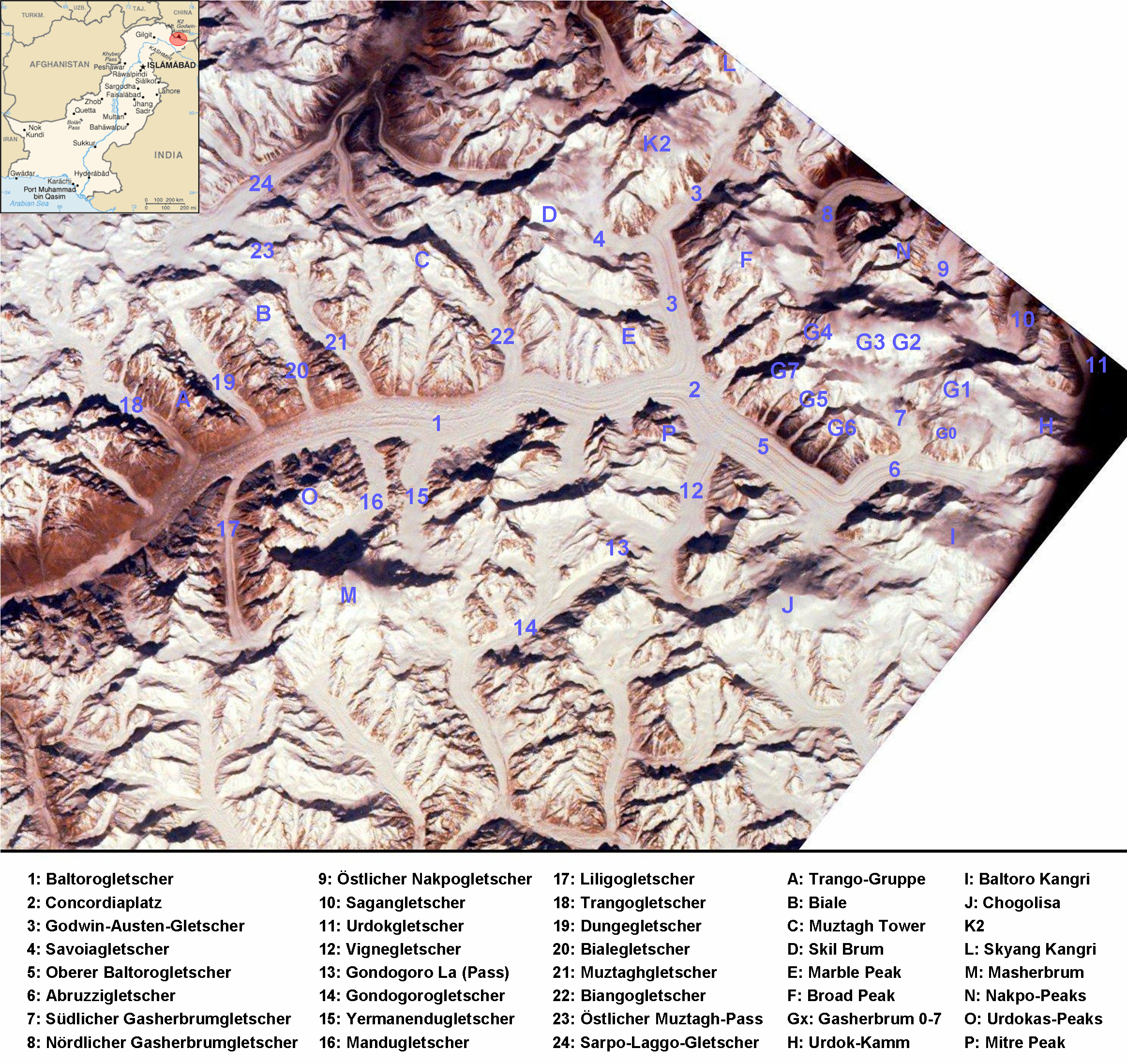
Otoczenie lodowca Baltoro, Concordia oznaczona nr 2

Concordia (Balti: ཅོནྕོརདིཨ།; Urdu: کونکورڈیا) – nazwa nadana zlewisku lodowca Baltoro i lodowca Godwin-Austen w środkowej części Karakorum. Znajduje się na terenie Baltistanu (region administracyjny Gilgit-Baltistan, dawne Obszary Północne) w Pakistanie, na wysokości ok. 4600 m n.p.m. Wzdłuż grani na wsch. skraju Concordii przebiega granica z Chinami, za którą leży dolina rzeki Shaksgam. Szczyty wokół Concordii należą do najwyższych na świecie, są to m.in. cztery ośmiotysięczniki: K2, Broad Peak, Gasherbrum V i Gasherbrum VI. Ze względu na dogodne położenie, ukształtowanie terenu i jego rozległość (w najszerszym miejscu ok. 3 km) przy Concordii stawiane są obozy bazowe wypraw himalajskich, jest też popularnym celem trekkingowym.

## Nazwa
Pierwsze mapy tego regionu sporządzone zostały przez brytyjskiego topografa i geodetę H.H. Godwin-Austena w ramach jego eksploracji i prac kartograficznych w 1861 na terenie od przełęczy Skoro La (w paśmie Western Masherbrum) i dolinę Braldoh, po obszar lodowców Czogolungma (Chogo Lungma), Kero Lungma, Hispar, Biafo i Baltoro. Wyniki swoich prac opublikowano w 1877. Godwin-Austen jako pierwszy przeszedł te lodowce i odkrył lodowiec Baltoro jako drogę podejścia pod K2. Martin Conway podczas wyprawy w ten rejon Karakorum w 1892 nadał nazwy lodowcom Godwin-Austen, Vigne i Throne (obecnie lodowiec Abruzzi), a wielkie skrzyżowanie lodowców (the great crossing) określił Place de la Concorde przez skojarzenie ze zlewem trzech wielkich lodowców w Alpach Berneńskich, dającego początek lodowcowi Aletsch. Także Aleisterowi Crowleyowi podczas wyprawy pod K2 pod kierownictwem Oscara Eckensteina w 1902 widok tej części lodowca Baltoro nasunął skojarzenie z Konkordiaplatz w Alpach Berneńskich. Filippo de Filippi, opisując wyprawę Ludwika Sabaudzkiego, księcia Abruzzi, na K2 w 1909, posługuje się nazwą Concordia jako oczywistą, choć uzupełnią ją przeważnie określeniem kocioł lub amfiteatr.

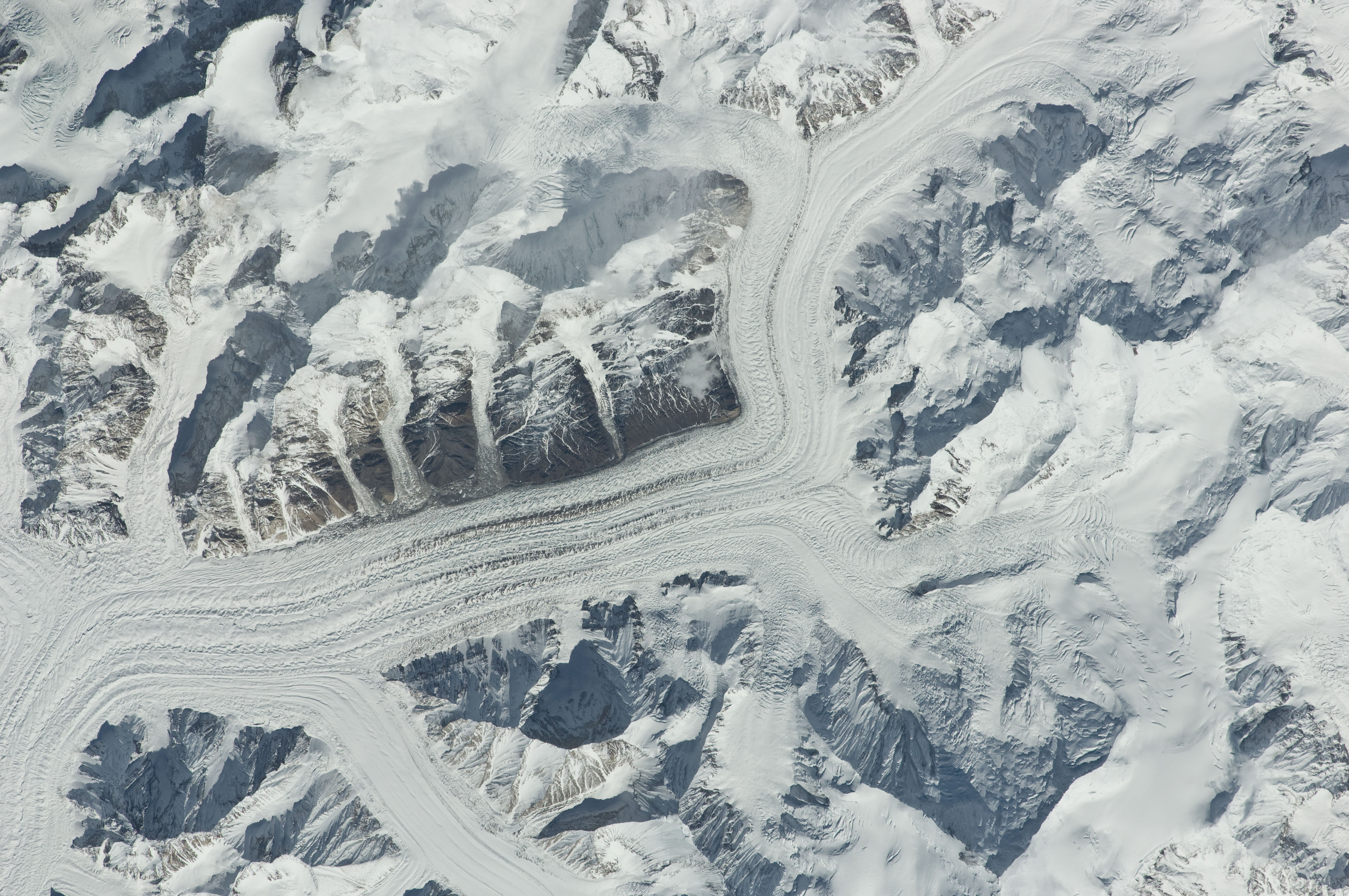
Lodowiec Górny Baltoro z łączącymi się z nim lodowcami Vigne, Abruzzi i Gasherbrum Płd.

## Lodowce dopływowe

### Górny Baltoro
Obszary firnowe zasilające lodowiec Baltoro w jego górnym biegu położone są na południu pomiędzy górami Chogolisa, Baltoro Kangri, Gasherbrum I i Gasherbrum VI. Od wschodu schodzi, po połączeniu się z lodowcem Gasherbrum Południowy, lodowiec Abruzzi. Opływa on od północy Baltoro Kangri, by u podnóża Chogolisy zmienić kierunek na płn.-zach. i jako szeroki na 2 km Górny Baltoro spływać z niewielkim nachyleniem 15 km ku Concordii. Krótko przed nią łączy się z lodowcem Vigne, schodzącym z płn.-zach. stoków Chogolisy, i tak poszerzony spływa w kierunku płn.-płn.-wsch.

### Lodowiec Godwin-Austen

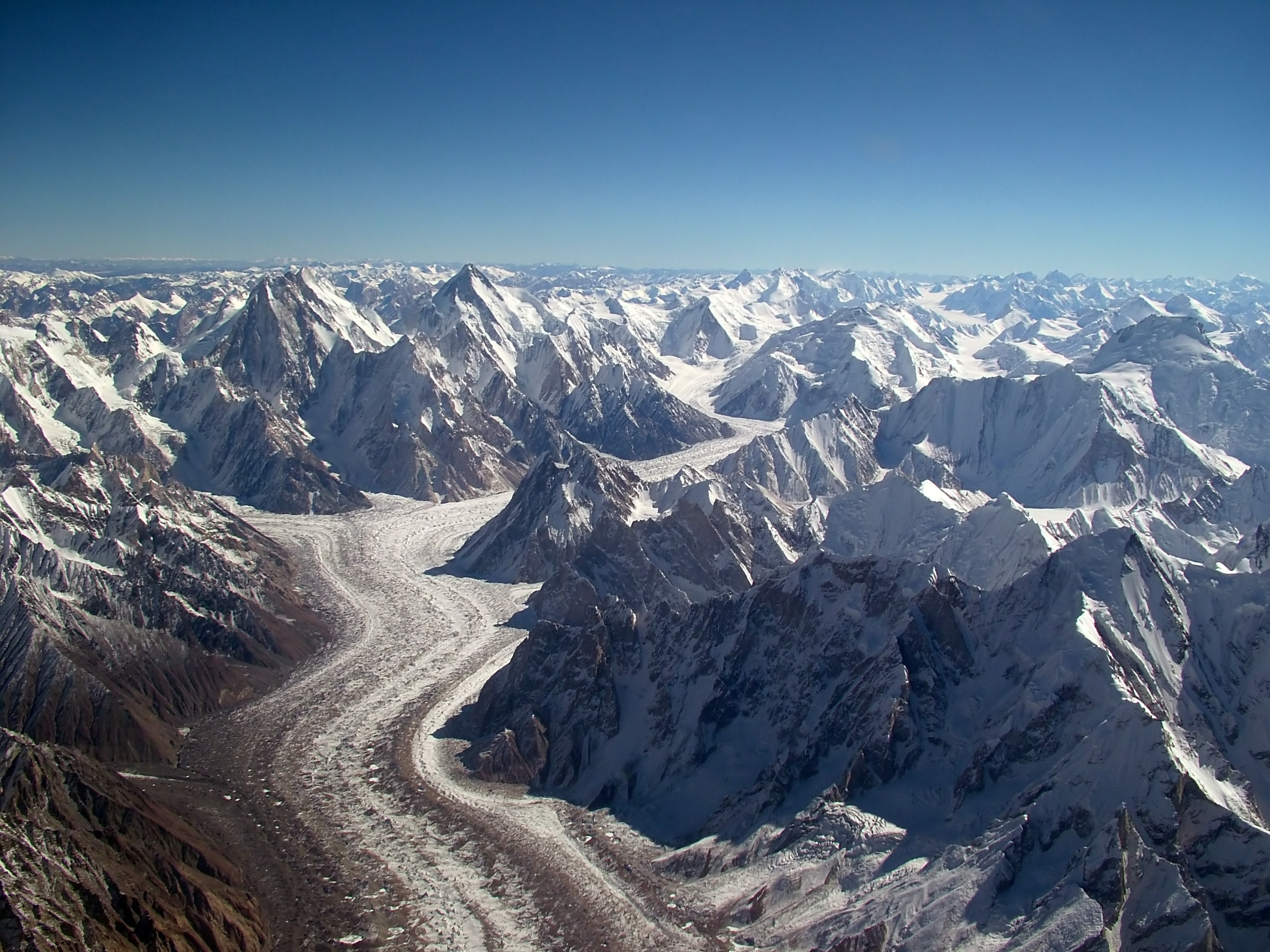
Widok na lodowiec Baltoro spływający od Concordii, na prawo od niej Mitre Peak (6010 m), za nim Gasherbrumy

Lodowiec Godwin-Austen ma swój obszar akumulacji na płn. wschód od K2, pomiędzy przełęczą Skyang La (wcześniej zwaną Windy Gap) a szczytem Skyang Kangri (7544 m, wcześniej zwanym Staircase Peak). Płynie ok. 10 km w kierunku płd.-zach. wzdłuż płd.-wsch. podnóża K2, drugiej co do wysokości góry świata. Od połączenia z lodowcem Savoia skręca dokładnie na południe, by doliną o szerokości ok. 1,5 km schodzić przez ok. 9 km wzdłuż zach. podnóża Broad Peak w kierunku Concordii.

### Pozostałe lodowce
Dwa mniejsze lodowce docierają do Baltoro na Concordii od wschodu: lodowiec Gasherbrum Zachodni, spływający z zach. flanki Gasherbruma IV, i kilkaset metrów na północ od niego lodowiec Falchan, z polem firnowym na płd.-zach. stokach Broad Peak.

### Lodowiec Baltoro

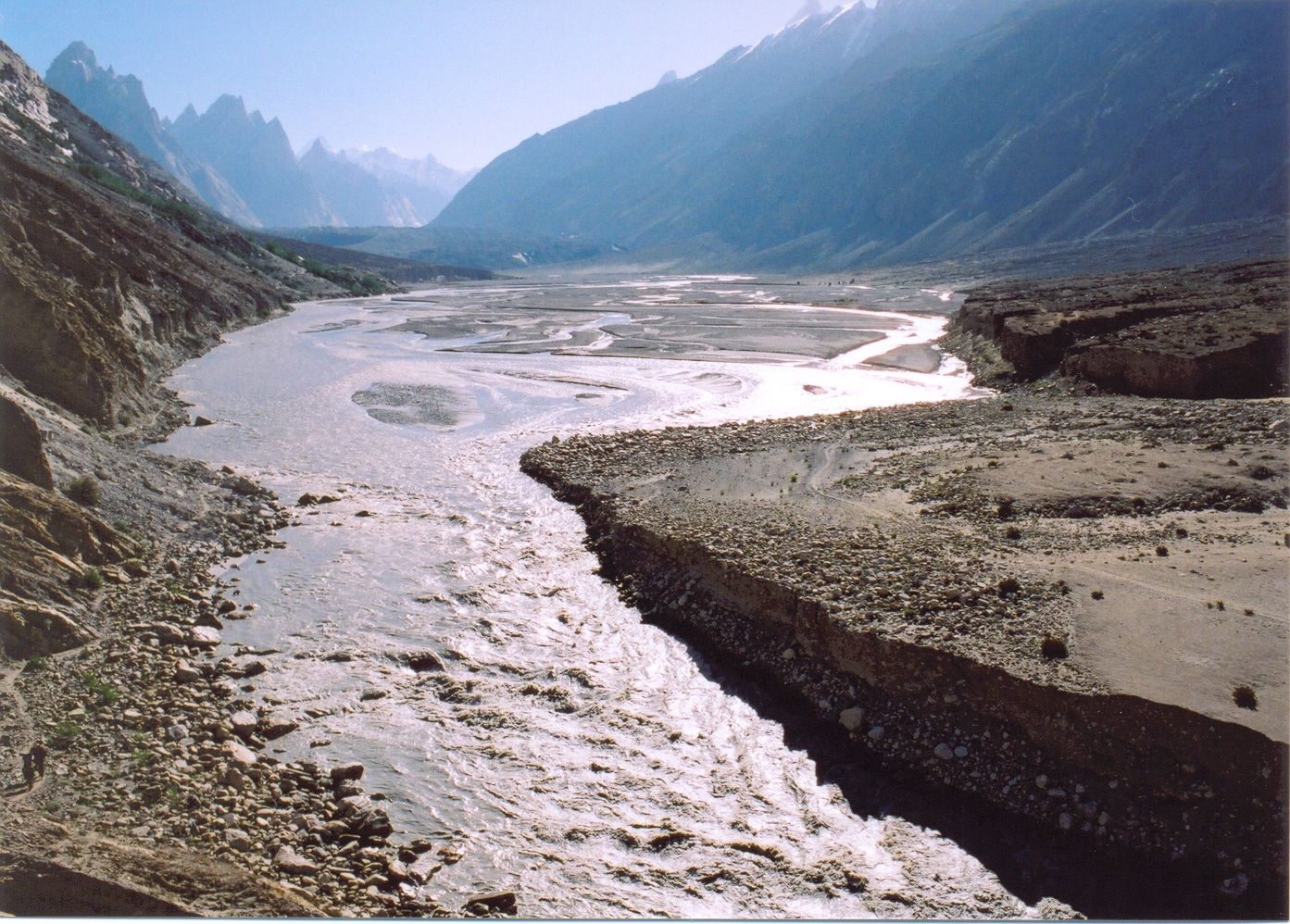
Rzeka Braldu poniżej bramy lodowca Baltoro

Połączone masy ww. lodowców, w postaci rzeki lodu pokrytej skalnym rumoszem, płyną przez ok. 35 km dalej na zachód jako lodowiec Baltoro.

## Końcowy skraj lodowca Baltoro
Jęzor lodowca zasilają poniżej Concordii mniejsze lodowce, schodzące na północy z płd. stoków masywu Baltoro Muztagh i z masywu Masherbruma na południu. Spod czoła lodowca Baltoro wypływa potok lodowcowy o nazwie Bisho Lugana, który daje początek rzece Braldu. W dalszym biegu, zasilona wodami roztopowymi z lodowca Biafo, Braldu płynie przez ok. 78 km dnem doliny o tej samej nazwie. Dalej jest dopływem innej rzeki lodowcowej, Shigar, która wpada w Skardu do Indusu.

## Góry

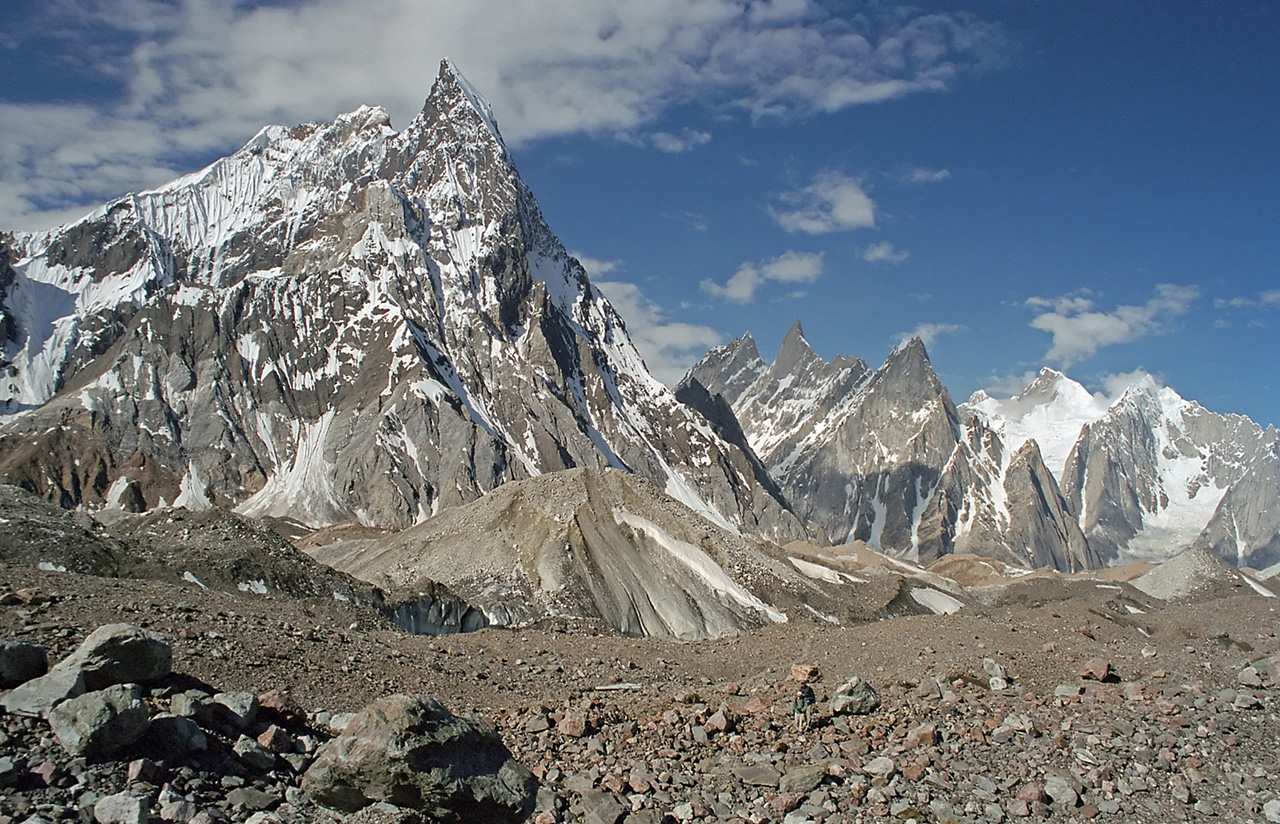
Mitre Peak (6010 m) ogranicza Concordię od płd. zachodu

Nad wschodnią stroną Concordii góruje, widoczna z daleka, zachodnia ściana Gasherbruma IV. Płn.-wsch. narożnik, ograniczony lodowcami Baltoro i Godwin-Austen, tworzy Marble Peak. Naprzeciwko niego znajduje się szczyt Mitre Peak, w otoczeniu lodowców Baltoro, Górny Baltoro i Vigne.
W dalszej perspektywie widać z Concordii jeszcze inne szczyty. Widok na północ, w górę lodowca Godwin-Austen, zamyka płd. ściana wypiętrzonego w piramidę K2. Od niej w prawo, zgodnie z ruchem wskazówek zegara, widoczne są górne partie Broad Peak i zachodnie wierzchołki masywu Gasherbrumów (G IV, GV, G VI i G VII), za którymi kryją się ośmiotysięczniki Gasherbrum II i Gasherbrum I. Nad lodowcem Górny Baltoro dominuje na południu Baltoro Kangri. Ponad licznymi szczytami sześciotysięcznymi pomiędzy lodowcami Górny Baltoro a Vigne góruje Chogolisa z jej niemal poziomą granią szczytową. Patrząc w dół lodowca Baltoro, po zach. stronie widać Mitre Peak (za nim masyw Masherbruma), a po wsch., za Marble Peak, pasmo Baltoro Muztagh (z Trango Towers i Muztagh Tower).

### Szczyty wokół Concordii

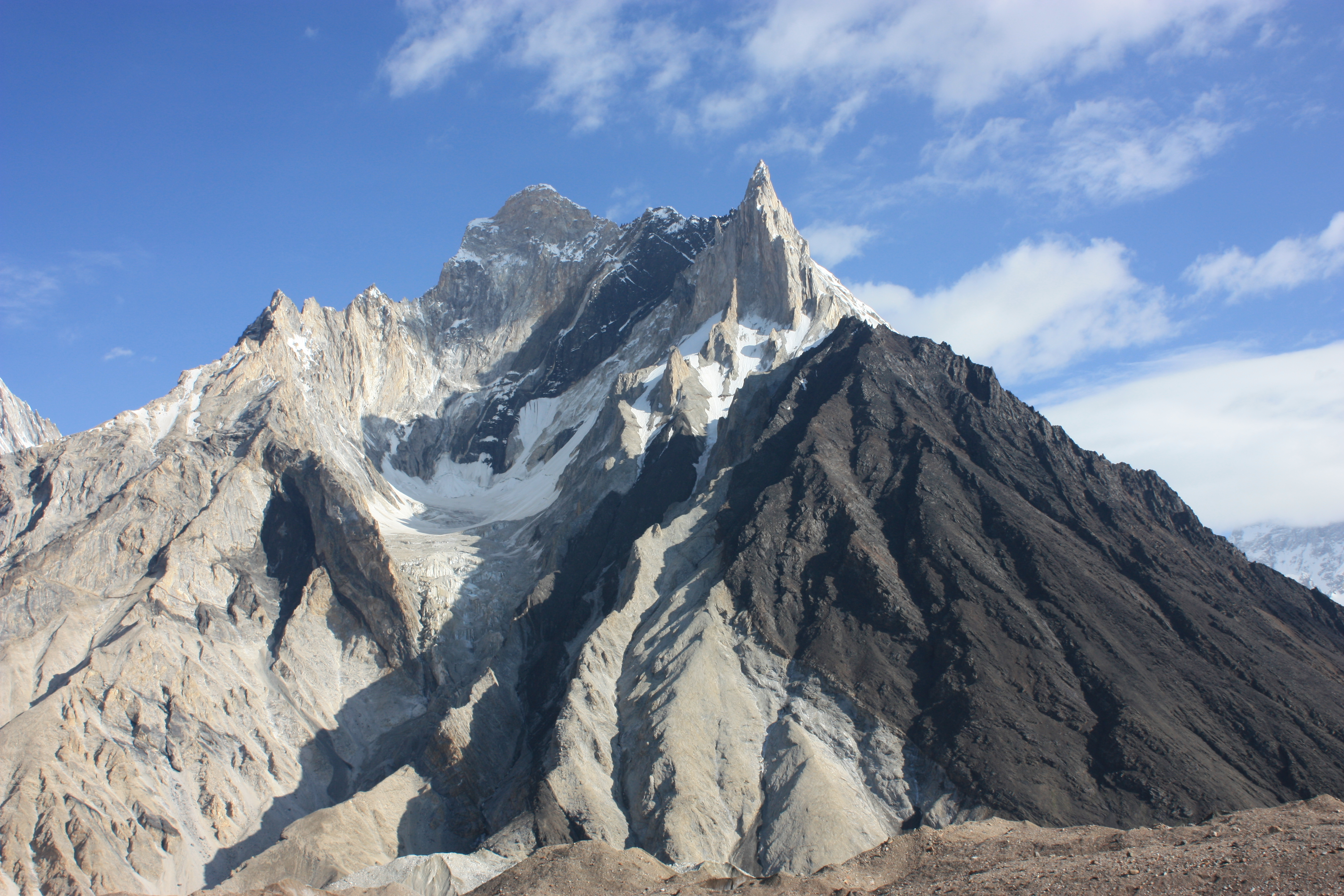
Marble Peak (6256 m) ogranicza Concordię od płn.-zachodu

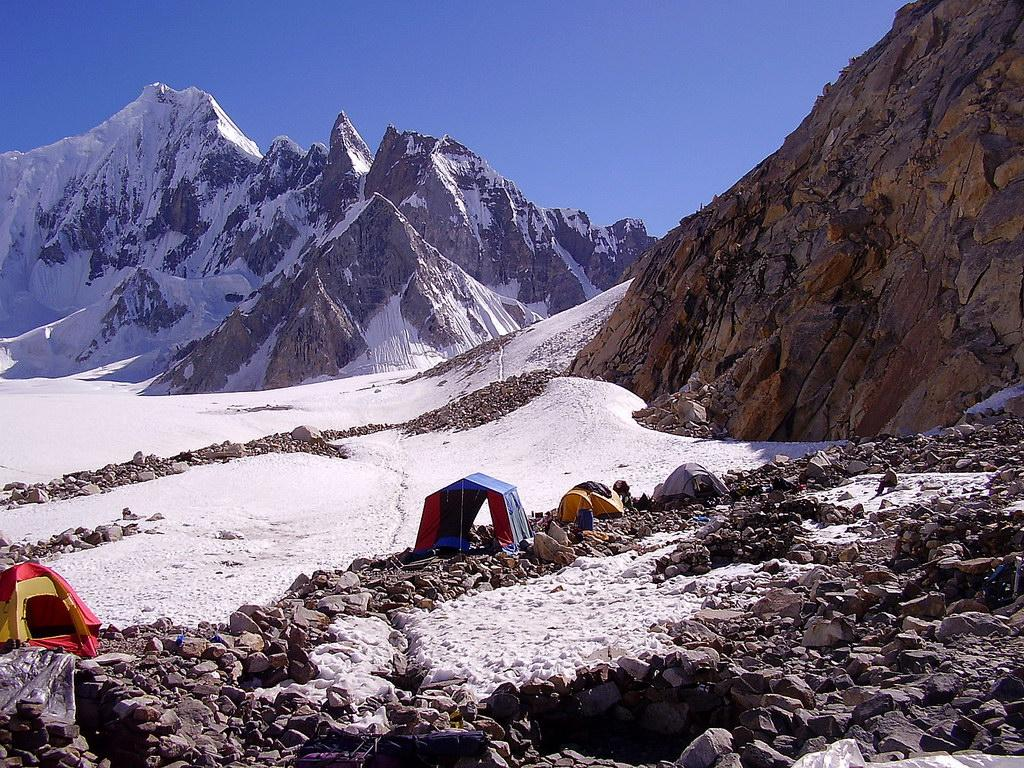
Obóz Ali na lodowcu Vigne. W tle po prawej niewidoczne podejście na przełęcz Gondoghoro

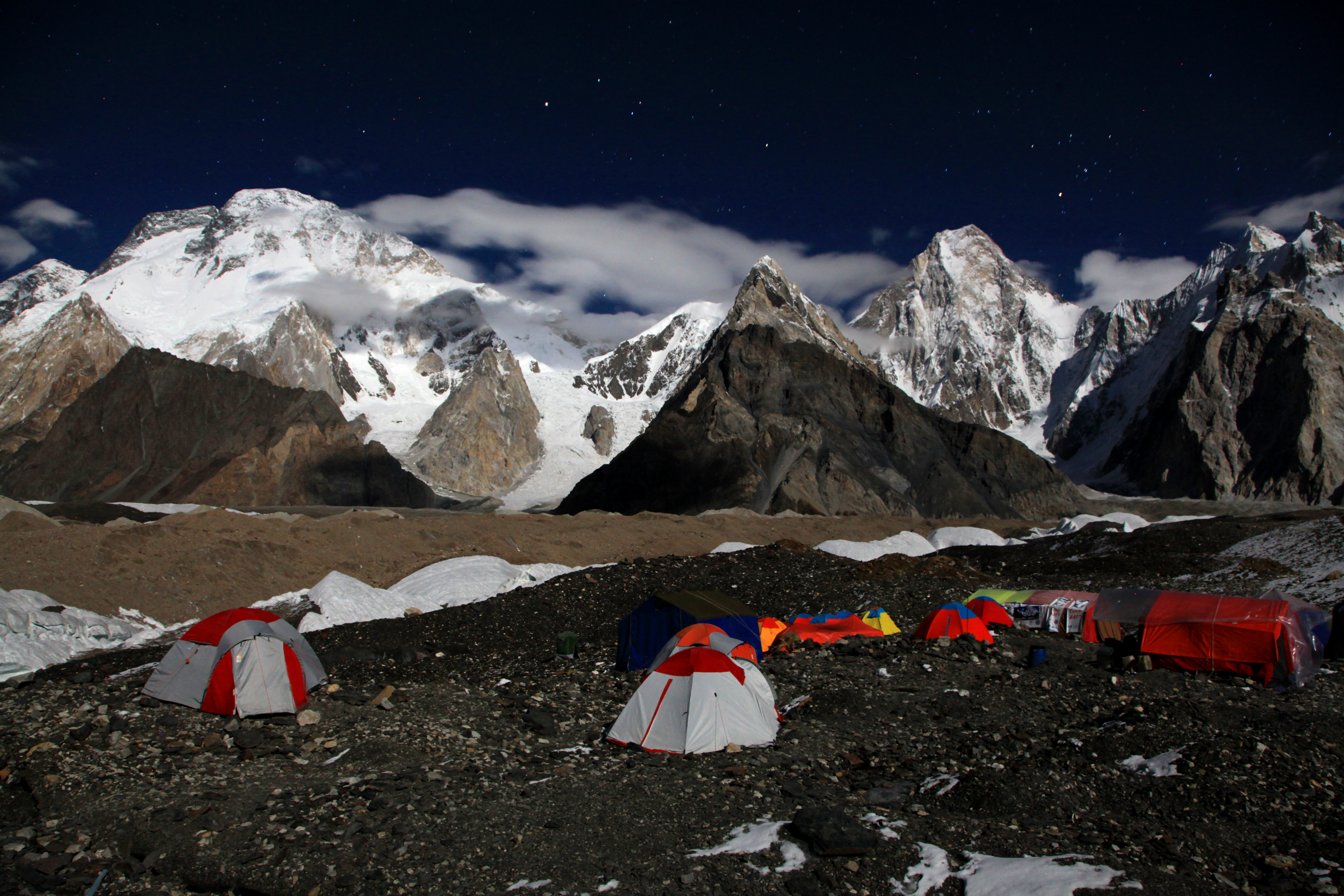
Obóz na Concordii, w tle Broad Peak (8051 m) i Gasherbrum IV (7932 m)

Ośmiotysięczniki:
- K2, 8614 m
- Gasherbrum I, 8080 m
- Broad Peak, 8051 m
- Gasherbrum II, 8035 m

Inne szczyty:
- Gasherbrum III, 7952 m
- Gasherbrum IV, 7925 m
- Masherbrum, 7821 m
- Chogolisa, 7665 m
- Muztagh Tower, 7273 m
- Snow Dome[7], 7160 m
- Biarchedi[8], 6781 m
- Marble Peak[9], 6265 m
- Mitre Peak[10], 6015 m

## Znaczenie turystyczne
O ile dla wspinaczy Concordia jest jedynie miejscem przejściowym przed dotarciem do właściwego obozu bazowego (bazy) pod któryś z ośmiotysięczników, o tyle dla licznych turystów trekkingowych jest ona przeważnie już celem właściwym. W tzw. Concordia Basecamp spędzają zazwyczaj dwie noce, cały dzień poświęcając na podejście np. do bazy pod K2. Oferta trekkingowa jest zróżnicowana pod względem trudności, czasu i tras.